# Стеліос Киріакідес (стадіон)
Стадіон Стеліос Кіріакідес  (раніше «Пафіако») (грец. Στάδιο Στέλιος Κυριακίδης) — кіпрський мультифункціональний стадіон місткістю 9394 місць, розташований у місті Пафос на Кіпрі. На арені проводять домашні матчі національна збірна Кіпру з регбі та футбольний клуб Кіпрської Прем'єр-ліги «Пафос», в також проводяться змагання з легкої атлетики.

## Історія
Стадіон відкритий у 1985 році під назвою «Пафіако» (грец. Παφιακό Στάδιο) і був домашньою ареною команд АЕП і «АЕК Куклія». Клуб АПОП також зіграв один сезон у першому дивізіоні в сезоні 2005/06 років.
У 1992 році на Кіпрі відбувся юнацький чемпіонат Європи з футболу серед гравців до 16 років, і три матчі турніру пройшли на цьому стадіоні.
24 березня 2007 року стадіон прийняв перший офіційний матч збірної Кіпру з регбі проти Греції (перемога 39:3).
25 травня 2017 року назву стадіону змінили на «Стеліос Киріакідес»  на честь переможця Бостонського марафону 1946 року Стеліоса Киріакідеса.